# Kleptochthonius sheari
Kleptochthonius sheari är en spindeldjursart som beskrevs av William B. Muchmore 1994. Kleptochthonius sheari ingår i släktet Kleptochthonius och familjen käkklokrypare. Inga underarter finns listade i Catalogue of Life.